# Tipula (Savtshenkia) jeekeli
Tipula (Savtshenkia) jeekeli is een tweevleugelige uit de familie langpootmuggen (Tipulidae). De soort komt voor in het Palearctisch gebied.